# Aleksandria (rejon kamieński)
Aleksandria (ukr. Олександрія) – wieś na Ukrainie w rejonie kamieńskim obwodu wołyńskiego.